# Chronologie d'Hyères
Pour un article plus général, voir Hyères.

Blason d'Hyères

Cette chronologie d'Hyères liste les principaux événements historiques qui ont jalonné l'histoire de la ville française d’Hyères, située dans le département du Var en région Provence-Alpes-Côte d'Azur.

## Préhistoire
- 3000 avant notre ère, l'archipel est habité.

## Antiquité
- Au IVe siècle avant notre ère, des marins grecs de Massalia installent sur les rives de la Méditerranée un comptoir commercial fortifié au lieu-dit L'Almanarre (mot arabe qui signifie phare[1], point de reconnaissance pour les navigateurs).
- Ce comptoir se nommera Olbia (« L'Heureuse » en grec). Leur présence s'est peu à peu étendue jusqu'à Giens. La justification de ce bastion fortifié est de sécuriser la navigation côtière vers l'Italie à la suite des incursions des « barbares » Ligures. Vu la situation de L'Almanarre, on ne peut expliquer cette présence que par une « passe » dans le double tombolo de la Presqu'île de Giens. C'est une caserne de 165 m de côté constituée d'un double mur avec des tours aux angles et sur le périmètre. Une porte s'ouvrait à l'est, vers le port aujourd'hui ensablé. L'intérieur est découpé en quatre par deux artères. Chaque quartier est composé de dix îlots d'habitation séparés par des ruelles de 2,20 m de large. À ceux-ci viennent s'ajouter deux sanctuaires à Aphrodite et Artémis. On pense que la population pouvait se situer entre 800 et 1000 habitants.
- Au IIe siècle avant notre ère, c'est au tour des Romains de s'établir sur la commune lorsqu'ils fondent Pomponiana, une station de galères à proximité d'Olbia la grecque.

## Moyen Âge
- 578, destruction d'Olbia par Gontran Ier, roi des Francs.
- En 963/964, deux documents citent Hyères pour la première fois dans l'histoire : une bulle du pape Léon VIII et une charte de Conrad, roi de Bourgogne et de Provence, concèdent Hyères et ses alentours ou en confirment l'attribution à l'abbaye bénédictine de Montmajour. Il est fait mention de salines et de pêcheries.
- Vers la fin du Xe siècle, après l'expulsion des Sarrasins du Fraxinet en 972, la seigneurie d'Hyères, qui fait partie des terres libérées, échoit aux seigneurs de Fos  par décision du comte de Provence Guillaume Ier, dit le Libérateur. Ce territoire, d'une profondeur de 8 à 15 km, inclut les îles d'Hyères.
- Sans doute dès la première moitié du XIe siècle, ceux-ci y construisent le château.
- 1056, une charte mentionne la fondation par Guy et Astrude de Fos de l'église Saint-Nicolas située à l'est du Gapeau, à l'angle nord-ouest des salins-d'Hyères, et la dote, entre autres, de « la dîme sur la chasse aux lapins des îles ». L'acte évoque aussi la donation d'« une maison jouxtant l'église Saint-Paul, et située sur la place du marché », place sur laquelle se tiennent des foires. L'église Saint-Nicolas, avec tous les biens et droits qui y sont liés, est placée sous la tutelle du chapitre de la cathédrale Saint-Étienne et Saint-Trophime d'Arles. Le lieu-dit Saint-Nicolas témoigne encore de l'emplacement de cette chapelle aujourd'hui disparue (elle figurait encore sur un plan de la fin du XVIIIe siècle.
- 1062, donation par l'évêque Rostaing et ses frères Amiel et Gui, tous trois fils du Gui de Fos déjà cité, des églises Saint-Michel et Saint-Georges à l'Abbaye Saint-Victor de Marseille. Les terres de la première se situaient au voisinage d'une source nommée Alma Narra, ce qui la place sur la colline de Costebelle. La seconde était située à l'est des salins, entre les Bormettes et Léoube. Dans cette charte, Hyères est citée en tant que castrum Heras : c'est la première mention de fortifications.
- 1075, nouvelle donation par Rostaing et Amiel de salines de l'étang de Fabrégat à l'abbaye de Saint-Victor. Cette charte signée dans la chapelle Saint-Benoît des Salins évoque le castellum (château) d'Hyères (Eiras).
- En 1112, la maison de Barcelone hérite du comté de Provence par mariage, cette succession est contestée par le comte de Toulouse.
- 1156, l'archevêque d'Arles cède à l'ordre du Temple, contre un cens annuel, l'église rurale de Saint-Martin, située au sud-ouest de la ville. Les Templiers s'en désaisissent en 1166. Elle est alors cédée à la prévôté de Pignans, là aussi contre un cens annuel.
- Au XIIe siècle (1182), sur décret d'Alphonse Ier, comte de Provence), est construite l'église romane de Saint-Paul en plein cœur de la ville fortifiée pour relayer la vieille église Saint-Pierre. Ces deux églises passent alors sous le contrôle du diocèse de Toulon.
- 1187, une guerre oppose deux membres de la maison de Fos, Guy et Amiel, co-seigneurs du château d'Hyères, à la famille des Porcelets d'Arles. Cette guerre se solde par la victoire de la famille des Porcelets qui devient coseigneur de Fos en 1188.
- 1192, le comte de Provence envoie des troupes pour attaquer par surprise le château. Prévenu, Amelin de Fos, quitte Marseille et force les soldats du comte de Provence à se réfugier dans le château. Ildefonse Ier accourt également mais se fait battre.
- 1198, mention d'une maison du Temple à Hyères et de son commandeur Jordan. Elle était alors située un peu en dehors et en contrebas de l'enceinte urbaine. Selon des documents postérieurs, les possessions des Templiers incluaient également un « cazal », domaine agricole entouré de terres particulièrement bien entretenues. Les Templiers disposaient de vignes, de terres labourables et d'oliveraies tout autour de la ville. Ces terres servaient à fournir tout ce dont pouvaient avoir besoin les troupes luttant en Espagne et en Terre sainte. Leur pouvoir s'étendait jusqu'à Toulon où ils possédaient des installations portuaires. Des possessions hyéroises, il ne subsiste plus que la tour-chapelle Saint-Blaise dite aussi tour des Templiers. Une étude archéologique récente date la construction du dernier tiers du XIIe siècle.
- 1216, Raymond-Geoffroy de Fos, privé de ressources, vend pour 18 000 sols royaux à la communauté de Marseille ses possessions à Hyères (un 1/12e) et la terre de Brégançon, ainsi que les salines des Îles d'Or, qui lui venaient de sa mère.
- 1230, les Franciscains s'installent en Provence. La famille de Fos creuse deux tombeaux devant l'église qui deviendra Saint-Louis.
- 1219, Amiel de Fos conteste la vente faite par Raymond-Geoffroy en 1216, puis renonce à faire valoir ses droits contre 5 000 sols royaux.
- 1221, un second compromis est signé à Six-Fours entre la ville de Marseille et celle d'Hyères par Amiel de Fos et Roger son fils. L'église Saint-Paul est citée pour la première fois en tant qu'église paroissiale.
- 1223 : la vente de Hyères et Brégançon à Marseille faite par Raymond-Geoffroy de Fos en 1216 est confirmée par le comte de Provence Raymond-Bérenger, et acceptée par les autres coseigneurs d'Hyères Amiel, Roger et Bertrand de Fos, et les quatre frères de Raymond Geoffroi.
- 1240, frère Hugues de Digne, prédicateur et clerc bien connu au-delà de la Provence, et sa sœur, Sainte Douceline, fondent à Hyères les Dames de Roubaud. Deux franciscains hyérois fondent les frères de la pénitence du Christ, appelés « Sachets » à cause du manteau en toile de sac qu'ils portaient, à la suite de la prédication d'Hugues de Digne : allez dans les bois et apprenez à vous nourrir de racines, car les tribulations approchent.
- En 1244, Hugues de Digne fait un prêche devant le pape et les cardinaux à Lyon.
- En 1254, Saint Louis, roi de France, débarque à Hyères, à l'Ayguade, de retour de la 7ecroisade. Il est l'invité du seigneur de Fos, et, en cette occasion, il assiste à un prêche du frère franciscain Hugues de Digne.
- Le 14 septembre 1257, les Fos doivent vendre tout ce qui leur reste de « Hyères, son château, sa ville, son territoire, ses îles » au comte de Provence, Charles d'Anjou. Ce dernier y installe un viguier, son représentant, et entreprend de réaménager la cité et le château. C'est de cette époque que datent les plus vieux vestiges. Mort d'Hugues de Digne (peut-être 1256 ?).
- En 1260, sous l'impulsion de saint Bonaventure, les franciscains créent le couvent des Cordeliers.
- 1268, l'église Saint-Paul est attribuée à l'archiprêtre du chapitre de la cathédrale.
- 1274, mort de sainte Douceline, qui aura, avec son frère Hugues de Digne, laissé une forte empreinte franciscaine sur la Provence.
- Fin du XIIe siècle, à la suite de la chute de Saint-Jean-d'Acre (1291), l'ordre des Templiers périclite et la maison de Hyères est regroupée avec celle de Peirassol sous l'autorité de Raymond des Angles.
- Début du XIVe siècle, la ville, avec 825 feux (soit environ 5 000 habitants) est la huitième ville provençale.
- 1308, arrestation de tous les Templiers de Provence. À Hyères, ils ne sont plus que quatre, commandeur compris. Les biens sont donnés à l'ordre hospitalier de Saint-Jean de Jérusalem et affectés à la Commanderie Hospitalière de Beaulieu. La chapelle est donnée aux Pénitents Bleus.
- 1323, Charles II fait inspecter les remparts de la ville et du château et somme les habitants d'effectuer des réparations et de finir l'enceinte. Celle-ci sera composée de trois remparts, parsemée de tours carrées et crénelées dont certaines sont toujours debout.
- #La première enceinte est restreinte, entourant le château. Elle comportait deux portes : l'une au sud, flanquée de deux tours, constituait l'entrée principale du château, l'autre à l'ouest, s'ouvrait vers Toulon et la campagne. Cette deuxième porte était protégée par une tour ronde formant saillie, et abritant une citerne, un corps de garde et un poste d'observation.
- #La deuxième enceinte part de la première et se dirige vers l'est jusqu'à la porte de Pierrefeu. De là, elle descend au sud puis au sud-ouest jusqu'à la porte de Barue (basse-rue), suit l'esplanade de la Barbacane jusqu'à la porte de Saint-Paul (toujours debout) puis remonte au nord pour rejoindre la première enceinte.
- #La troisième enceinte part de la porte Cafabre, descend vers la rue de Limans qu'elle suit, puis tourne vers la porte du Fenouillet. Elle atteint ensuite la porte du Portalet où se trouvait le centre de collecte de l'impôt, suit la rue des Porches jusqu'à la porte de la Rade, remonte au couvent des Cordeliers (église Saint-Louis) pour se rendre à la Porte-Neuve. De là, elle rejoint la deuxième enceinte au niveau du couvent de Saint-Bernard.
- 1347, la Peste noire, arrivée par Marseille, ravage la Provence et emporte plus du tiers de la population.
- 1348, la reine Jeanne autorise une « rue franche » en échange d'une garde nuit et jour.
- 1371, des accords entre les franciscains et le diocèse réglementent la « concurrence » entre Saint-Louis et Saint-Paul.
- 1382, mort de la reine Jeanne, sa succession va engendrer la division de la Provence entre Louis d'Anjou et Charles de Duras. Aix-en-Provence rallie les communautés sous le contrôle de ce dernier. C'est l'Union d'Aix. Le château passe sous le contrôle de Spinola.
- 1387, Spinola change de camp et se rallie à la veuve de Louis d'Anjou, Marie de Blois. Il profite de sa situation pour piller toute la côte.
- Au XIVe siècle, la population quitte l'escarpement et le château pour s'installer dans la plaine côtière. Le château est reconstruit par les ducs de Provence, pour qui les salins étaient une richesse de première importance, et agrandi jusqu'au XVe siècle.
- XVe siècle, la garde du château est assurée par Arnaud de Villeneuve, de la famille des ducs de Trans. Le roi René engage la ville et son château contre 74 000 florins d'or à Louis de Beauveau afin de poursuivre son rêve italien. L'évêque de Toulon (Jean d'Étienne), apprécie beaucoup Hyères et y installe une cour épiscopale, bénit le saint chrême de Saint-Paul et y transfère ses ornements pontificaux, au grand dam de Toulon et du Saint-Siège.
- En 1427, l'évêque Nicolas Dragonnis s'installe à Hyères, les Toulonnais alertent Pierre de Beauveau. Celui-ci exerce son autorité comtale, et fait céder Nicolas Dragonnis.
- 1471, la ville compte à peine 1 900 habitants.
- 1481, Hyères est intégrée au domaine royal français.

## Époque moderne
- XVIe siècle, les armées impériales déferlent par deux fois sur la ville. La première fois, le château résiste avant de se rendre ; la deuxième fois, la ville est épargnée alors que les cités avoisinantes sont pillées.
- 1517, les franciscains de Saint-Louis rejoignent les rangs des conventuels sous le patronage de saint Louis d'Anjou, fils du comte de Provence Charles II devenu cordelier puis évêque.
- 1524, Charles III, connétable de Bourbon, à la tête des armées de Charles Quint qui voulait récupérer le royaume d'Arles, attaque Toulon et Brégançon, se saisit des îles, et envahit la Provence. Hyères et Brégançon résistent un certain temps. Il est repoussé par le maréchal de La Palice.
- 1530, douze galères de la flotte de Khayr ad-Dîn, dit Barberousse, s'arrêtent aux îles d'Hyères et vont dévaster la côte de Hyères à Toulon.
- 1542, François Ier installe le siège de la sénéchaussée à Hyères, qui s'étend sur Toulon.
- 1543, Barberousse, bey d'Alger, premier Capitan-Pacha de Soliman II, s'allie au roi de France et hiverne dans la rade avec ses 200 galères et ses 30 000 hommes. Il profite de son séjour pour piller les côtes de Provence
- Toussaint 1564, Charles IX, y passe lors de son tour de France royal (1564-1566)[2]. Il passe 5 jours à Hyères, avec sa mère, Catherine de Médicis, le duc d'Anjou et le roi de Navarre. Il déplore que les Mores, Turcs ou autres pirates de mer viennent prendre port et descente aux îles… où ils se tiennent et cachent… et viennent piller et ravir hommes, femmes et enfants, et qu'il n'y ait aucun port ni forteresse à Yères pour y résister. Il donne 2 000 livres pour construire un port à Hyères.
- 1572, l'église Saint-Paul est érigée en collégiale, son architecture se fige.
- 1580, Hyères subit une terrible épidémie de peste.
- 1586, le duc d'Epernon remplace Henri d'Angoulême, assassiné, comme gouverneur de Provence.
- 1587, le duc d'Epernon fait son entrée à Hyères. Son frère aîné, Bernard de Nogaret de La Valette d'Épernon, lui succède.
- 1588, la ville confirme son attachement au roi contre les visées du duc de Savoie. Le baron de Menouillon, en revanche, qui avait la garde du château, se range du côté de ce dernier. M. de La Valette renonce à faire le siège du château.
- 1589, la garnison, assiégée, finit par capituler. Andrietto Doria arrive en rade d'Hyères peu après avec 2 000 hommes sur 20 galères, puis continue sur Toulon.
- 1589,
  1. Le 29 mai, Barthélémy Boutiny, ligueur, interrompt l'office en entrant dans Saint-Louis avec des hommes en armes. Il incite la population à la révolte… en vain.
- 1593, le duc d'Epernon succède à son frère La Valette et arrive à Hyères.
- Fin du XVIe siècle, les guerres de religion : 
  1. Le château joue un rôle primordial lors des combats entre catholiques et protestants, mais aussi entre le pouvoir royal et le duc de Savoie. La ville restera fidèle au roi, mais le château changera souvent de main, la garde est pour le roi, mais se rallie à la Ligue en 1588, en 1589 les troupes royales reprennent le château après un long siège. En 1593, Le duc d'Épernon, gouverneur de Provence donne la garde du château à Sigmans, Ligueur convaincu. Les troupes royales, commandées par le père de Sigmans n'arrivent pas à reprendre le château. Henri IV, excédé, nomme Charles de Guise gouverneur, et, le 6 février 1596, les troupes prennent position dans la ville. Les Ligueurs qui s'y trouvaient se retranchent dans le couvent Saint-Bernard et organisent la résistance. Le château tient bon, et c'est seulement en décembre que la garnison se rend après négociations. Après ces dix années de guerre, la ville est en piteux état et il est envisagé de la reconstruire ailleurs. Henri IV est pour, et ordonne la destruction du château, mais meurt peu de temps après.
- XVIIe siècle, construction du couvent de Sainte-Claire.
- 1620, la décision d'Henri IV est maintenue par Louis XIII et le château est en grande partie démantelé.
- 1649, la viguerie de Hyères comprend 12 communes, dont Bormes.
- 1659, 14 vaisseaux anglais mouillent à Hyères et à Marseille, pour récupérer 600 000 livres qui leur avaient été prises par les Marseillais.
- 1660, Louis XIV pendant son séjour à Toulon, vient passer une journée à Hyères.
- 1664, les Hyèrois ayant résisté contre l'augmentation des droits sur le sel, la sénéchaussée est à nouveau transférée à Toulon.
- 1665, Hyères subit une nouvelle épidémie de peste.
- 1673, la commanderie hospitalière de Beaulieu cède la maison des Templiers à la ville grâce à un bail emphytéotique de 210 livres par an.
- 1674, un siège de justice est installé à Hyères, de compétence limitée.
- 1698, la ville compte plus de 11 000 habitants.
- 1709, le 7 janvier, il neige pendant trente-six heures. Le froid provoque des dégâts dans le bétail et les cultures, notamment les oliviers.
- 1714, la communauté de Hyères demande à nouveau la construction d'un port, à l'embouchure du canal du Ceinturon. Un procureur, la marquis d'Ampus, et un architecte, Laurent Vallon, dressent un plan et un devis. On prévoit un môle de 100 mètres, à l'est, une jetée de 60 mètres, à l'ouest, délimitant un bassin carré de 160 mètres de côté. L'assemblée des communautés de Provence dégage 20 000 livres.
- 1752, le marquis de Pauliny, ministre de Louis XV, reprend le projet de construction d'un port au Ceinturon. Le devis estimé par le sieur Barthélémy Barralier, maître au port de Toulon, est de 166 800 livres, et on prévoit 3 ans pour la construction.
- 1758, un contrat entre la ville et un religieux franciscain, Pierre-Antoine Boyer, prévoit la continuation du port et du canal. Il reste sans suite.
- 1765, les Pénitents Bleus donnent la chapelle des Templiers à la ville qui la transforme en halles. La ville compte alors 5 350 habitants.
- 1769, démolition de la voûte de la chapelle des Templiers afin de construire un niveau intermédiaire avec un escalier. La salle basse abrite des boutiques, tandis que la salle haute sert de grenier. Un troisième niveau sera créé pour une salle de réunion du conseil municipal qui y siègera jusqu'en 1913.
- 1780, la toiture et les murs de la collégiale Saint-Paul posent la question de la destruction de celle-ci. En 1784, on envisage de transfèrer la paroisse à l'église des Cordeliers. La riche population de la haute ville, ainsi que l'évêque, insiste pour conserver la paroisse à Saint-Paul, et obtient gain de cause. L'église est réparée.
- 1785, le projet de port en rade d'Hyères est repris par les sieurs Rose, Lorraine et Meissonnier.
- 1786, le projet de port d'Hyères est adopté par le Conseil général des familles d'Hyères.

## Époque contemporaine
- prélude à la Révolution : émeute le 25 mars 1789.
- Révolution française, l'église Saint-Paul devient successivement paroisse constitutionnelle puis temple décadaire. Le couvent de Sainte-Claire est vendu.
- 1790-1795, elle est chef-lieu de district.
- 1791, les plans et devis du port d'Hyères sont établis, mais resteront sans suite. Cette même année sont expulsés les derniers religieux.
- XIXe siècle, l'histoire se répète, le titre de paroisse est à nouveau contesté en raison de l'état de l'église Saint-Paul, cette fois-ci la paroisse est transférée à Saint-Louis.
- 1820, les habitants demandent de reprendre les travaux du port du Ceinturon. Le projet est réétudié, ainsi que l'assèchement des marais.
- 1820, un hiver exceptionnellement rigoureux détruit tous les oliviers et orangers de Hyères.
- 1849, le couvent de Sainte-Claire est détruit et remplacé par une bâtisse néo-romane par Olivier Voutier appelée Castel Sainte-Claire.
- 1857, La baronne Hortense de Prailly engage la construction du Plantier de Costebelle.
- À l'époque du Second Empire, la ville atteint 10 000 habitants.
- 1866, Édification du Park Hotel (par transformation de l'ancienne bastide Filhe-Farnous)
- 12 avril 1867, le sieur Agard loue, pour le propriétaire des Salins, un terrain pour y créer un débarcadère.
- 1872, la Marine, par l'intermédiaire de l'amiral Pothuau, transforme la jetée des Salins en port.
- 1876, construction de la gare reliant Hyères à Toulon.
- 1882, Édification de la villa du Docteur Léon Émile Vidal (39, Avenue de Belgique) et 39, Avenue Alphonse Denis (Place Clemenceau)
- 1892, la Reine Victoria séjourne a Hyères, elle va être à l'origine de la « déferlante » britannique du début du XXe siècle.
- 21 mars 1892, Mort de Louis André Manuel Cartigny dernier survivant de la bataille de Trafalgar né à Hyères le 1er septembre 1791. La Reine Victoria se fit représenter à ses obsèques.
- 1896, Le romancier Paul Bourget achète la propriété du Plantier de Costebelle ou le père Henri Lacordaire et l'évêque Félix Dupanloup avaient séjourné, invités par la baronne de Prailly.
- 1910, construction du casino comprenant une salle de spectacle de 900 places. À peu près à la même époque est construit le Golf-Hôtel, avec un golf 18 trous et quatre courts de tennis.
- 1914, un raz-de-marée détruit de nombreuses installation côtières.
- 1920, nouveau raz-de-marée.
- 1924, l'architecte Robert Mallet-Stevens commence la construction pour le Charles, vicomte de Noailles d'une villa sur les hauteurs de la ville.
- 1930, fin de la construction de la villa de Noailles. C'est un vaste laboratoire des dernières tendances moderne de l'architecture. La villa occupe une superficie de 1 800 m2, comprend une quarantaine de chambres, un terrain de squash, une piscine couverte et un gymnase. De nombreuses sommités du milieu artistique fréquentent le lieu (telles que Buñuel, Cocteau ou Giacometti).
- 1944, débarquement de Provence
- 1955, acquisition du Castel Sainte-Claire par la ville.
- 1970, mort de la vicomtesse Marie-Laure de Noailles.
- 1973, la mairie acquiert la villa de Noailles pour en faire un centre culturel de rencontre (arts de la mode, architecture, décoration, design, arts plastiques, photographie…)
- 1994, assassinat le 25 février de la députée UDF, ex-FN Yann Piat. Elle était très engagée dans la lutte contre la corruption et le crime organisé dans la région.
- 2019, requalification de la place Clemenceau

## Galerie

### L’enceinte médiévale

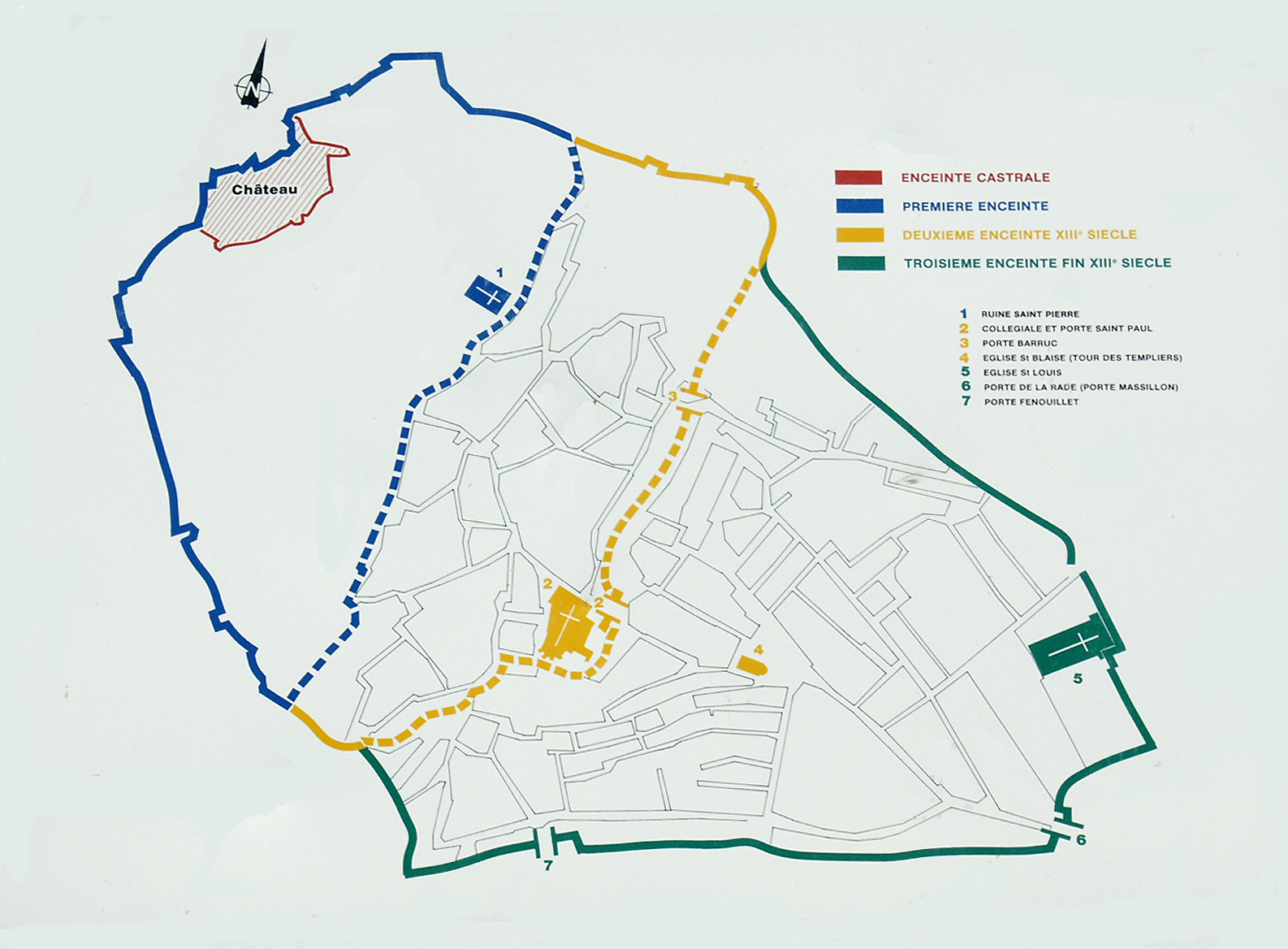
Plan de la ville médiévale et des différentes enceintes urbaines.
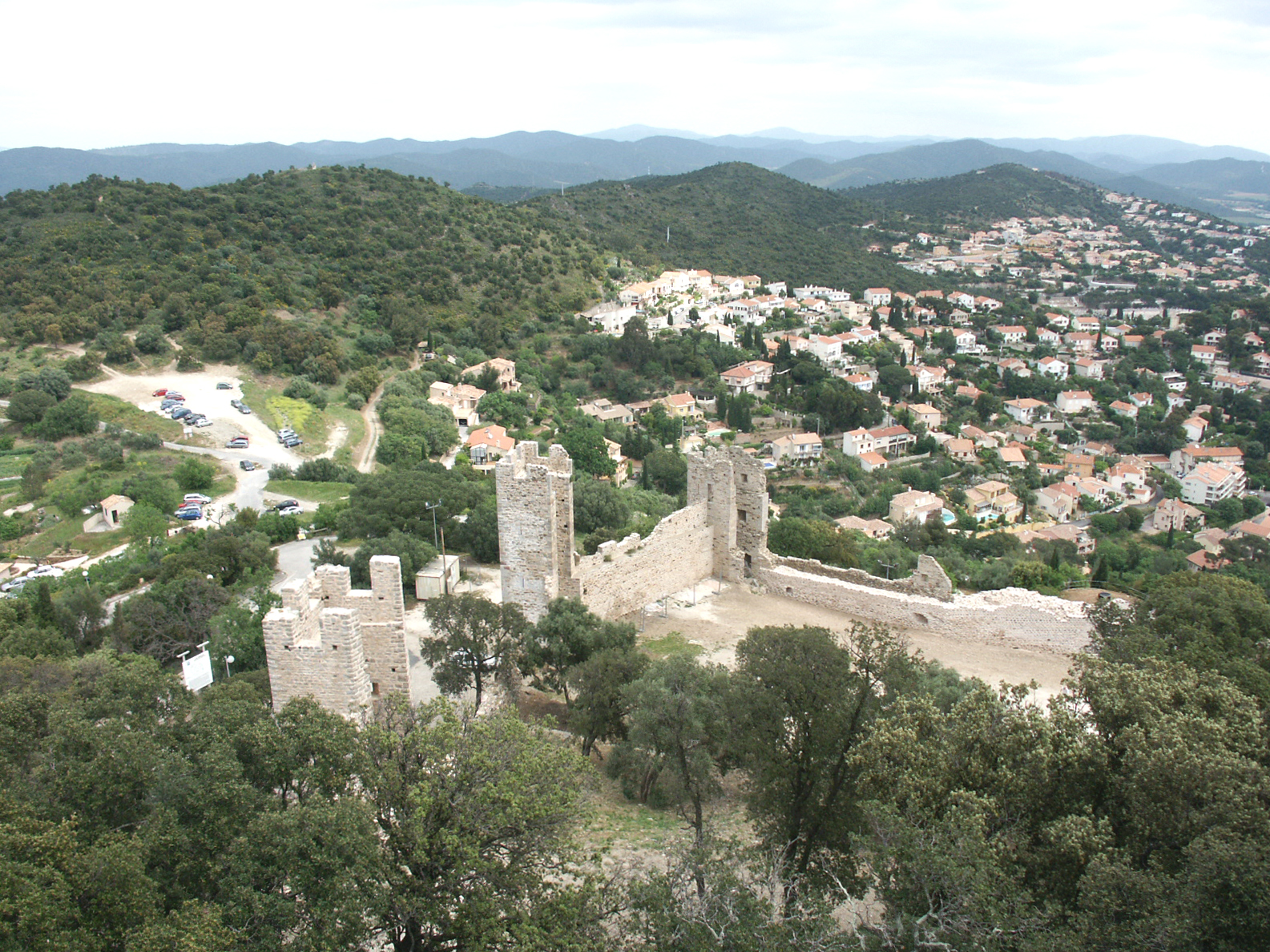
Courtine nord, au voisinage du château.
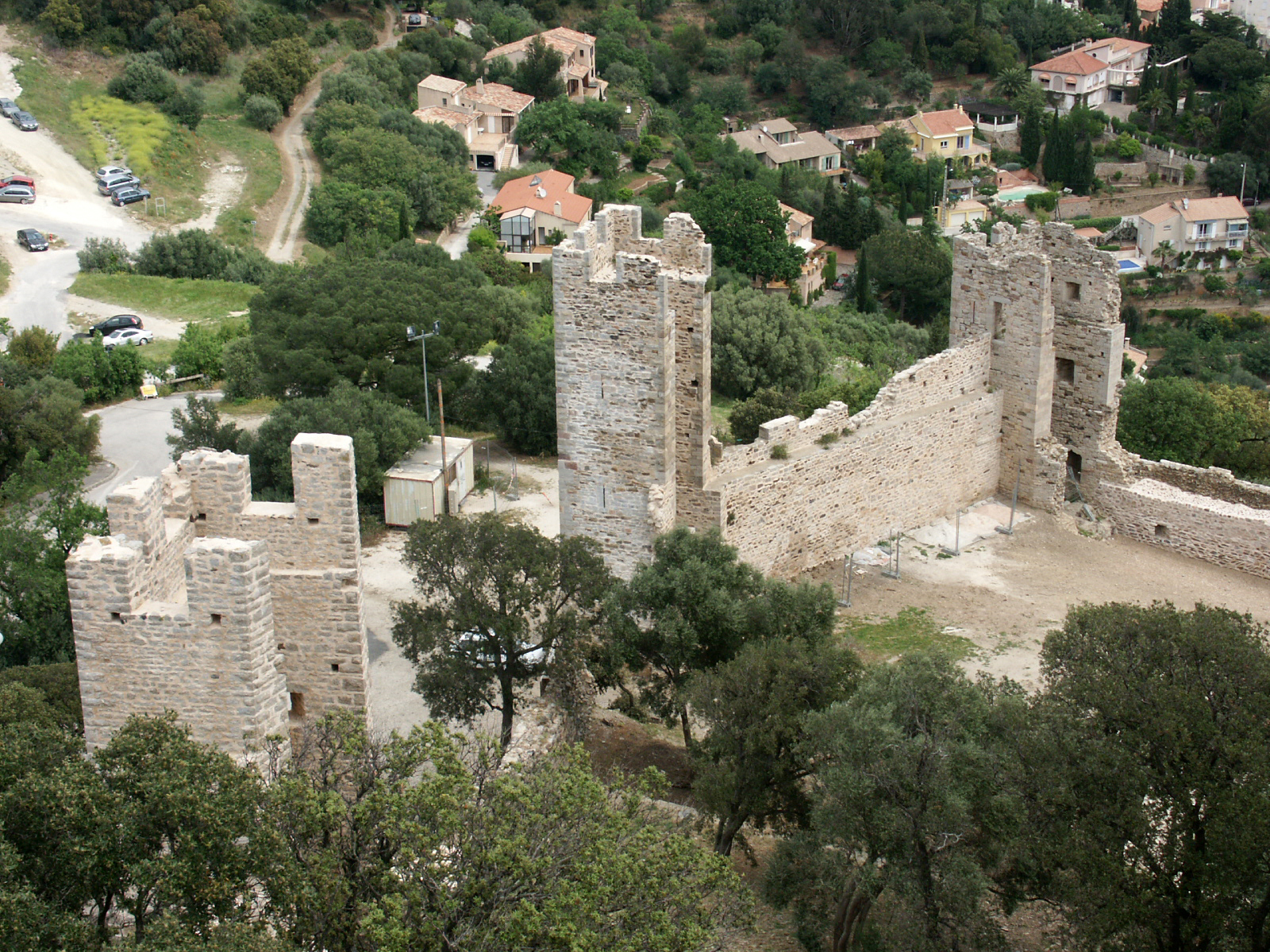
Courtine nord, vue rapprochée. La tour sur la gauche est celle qui est au plus près du château.
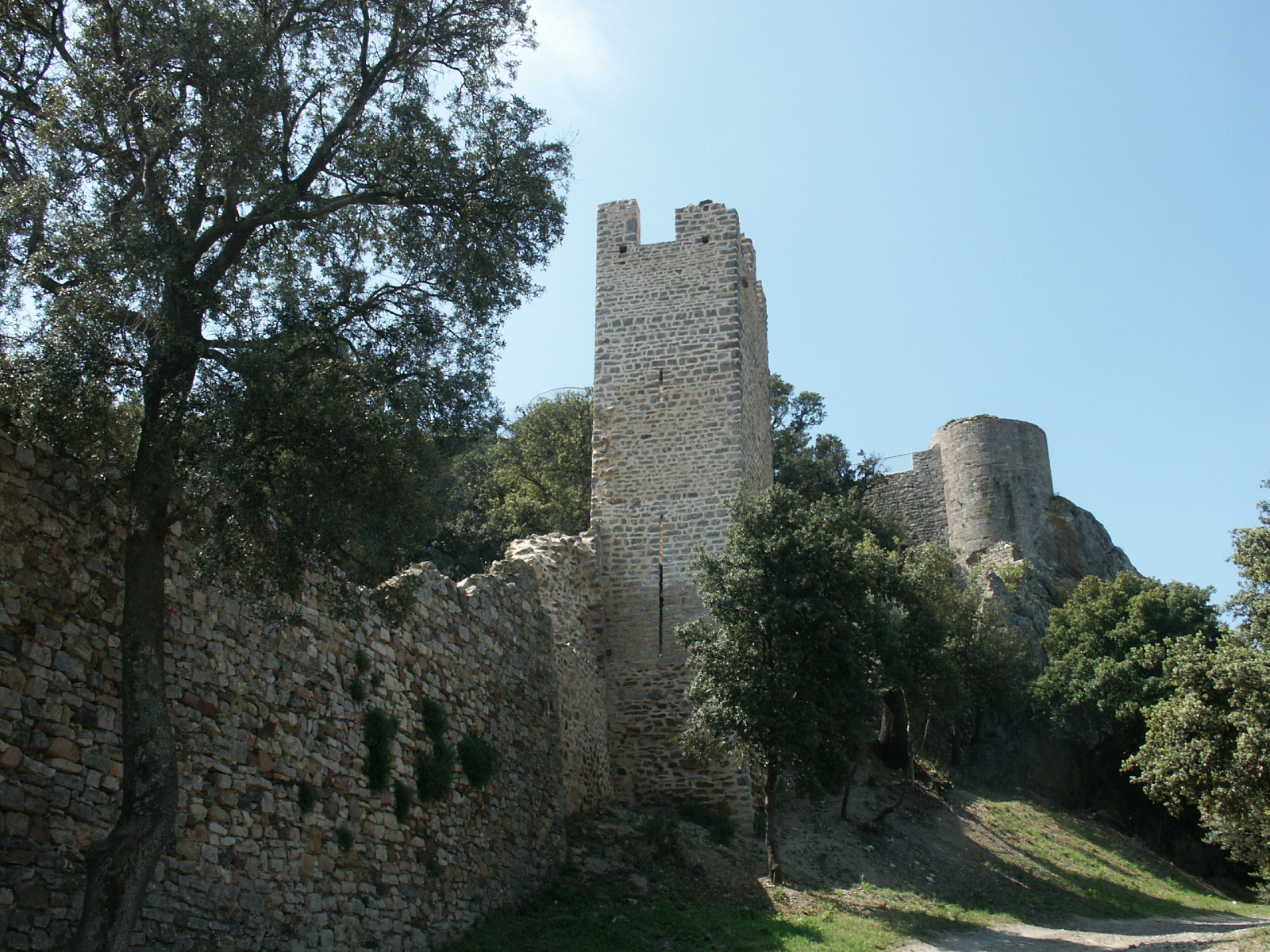
Courtine nord, la première tour (en premier plan) proche du château dont on aperçoit l'une des tours au second plan.
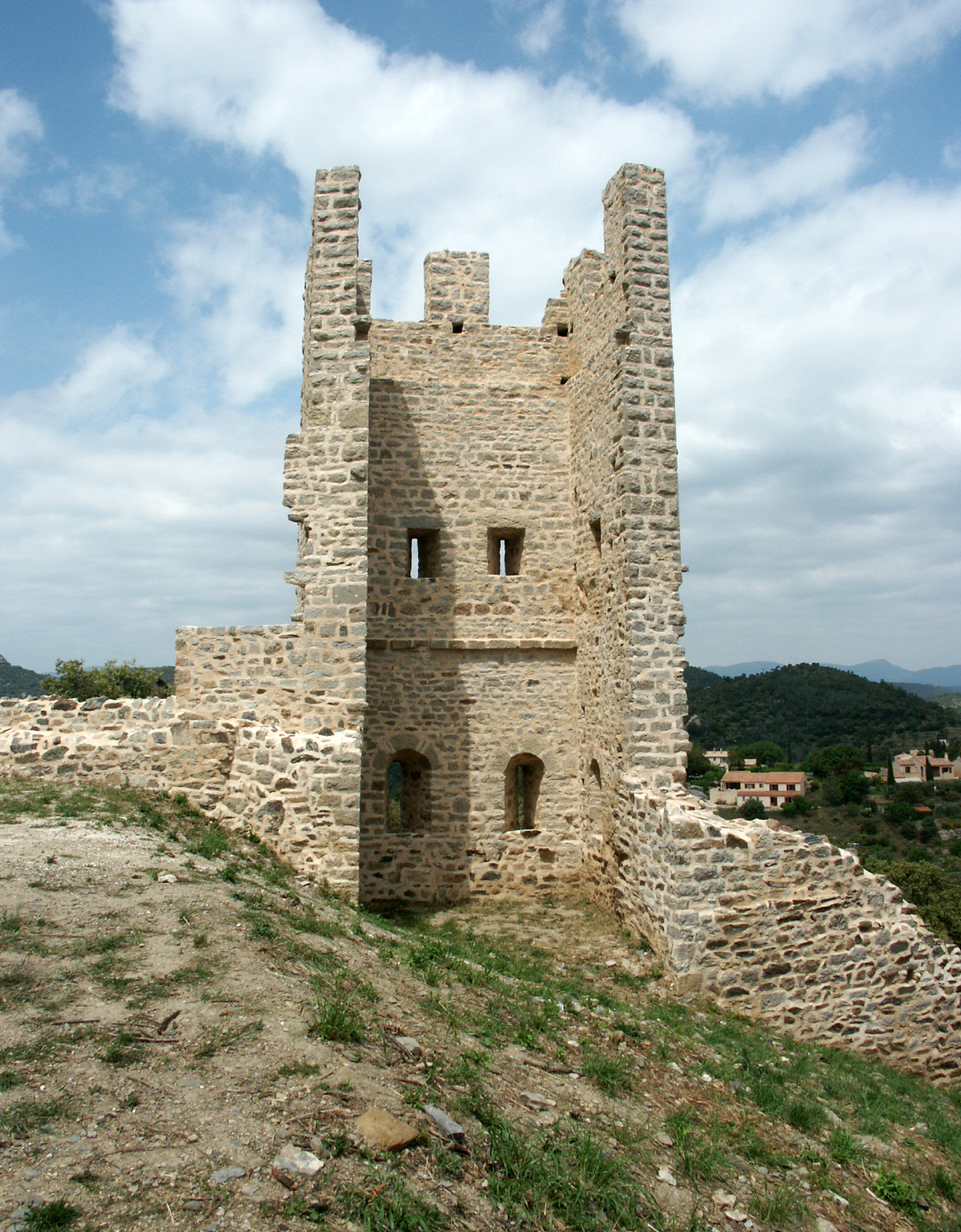
Courtine nord, la première tour, située à l'est du château.
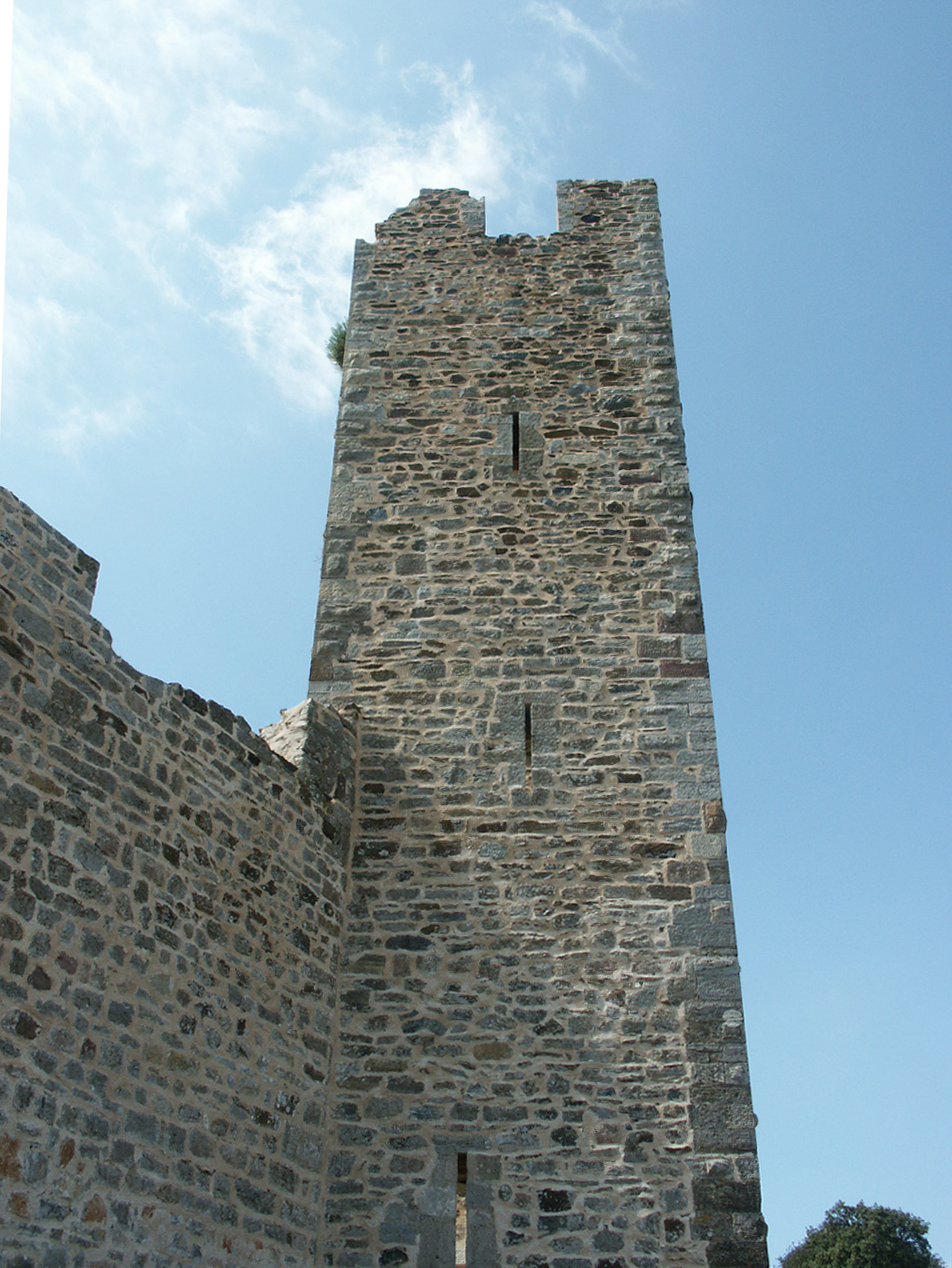
Courtine nord, la deuxième tour, en partant du château.
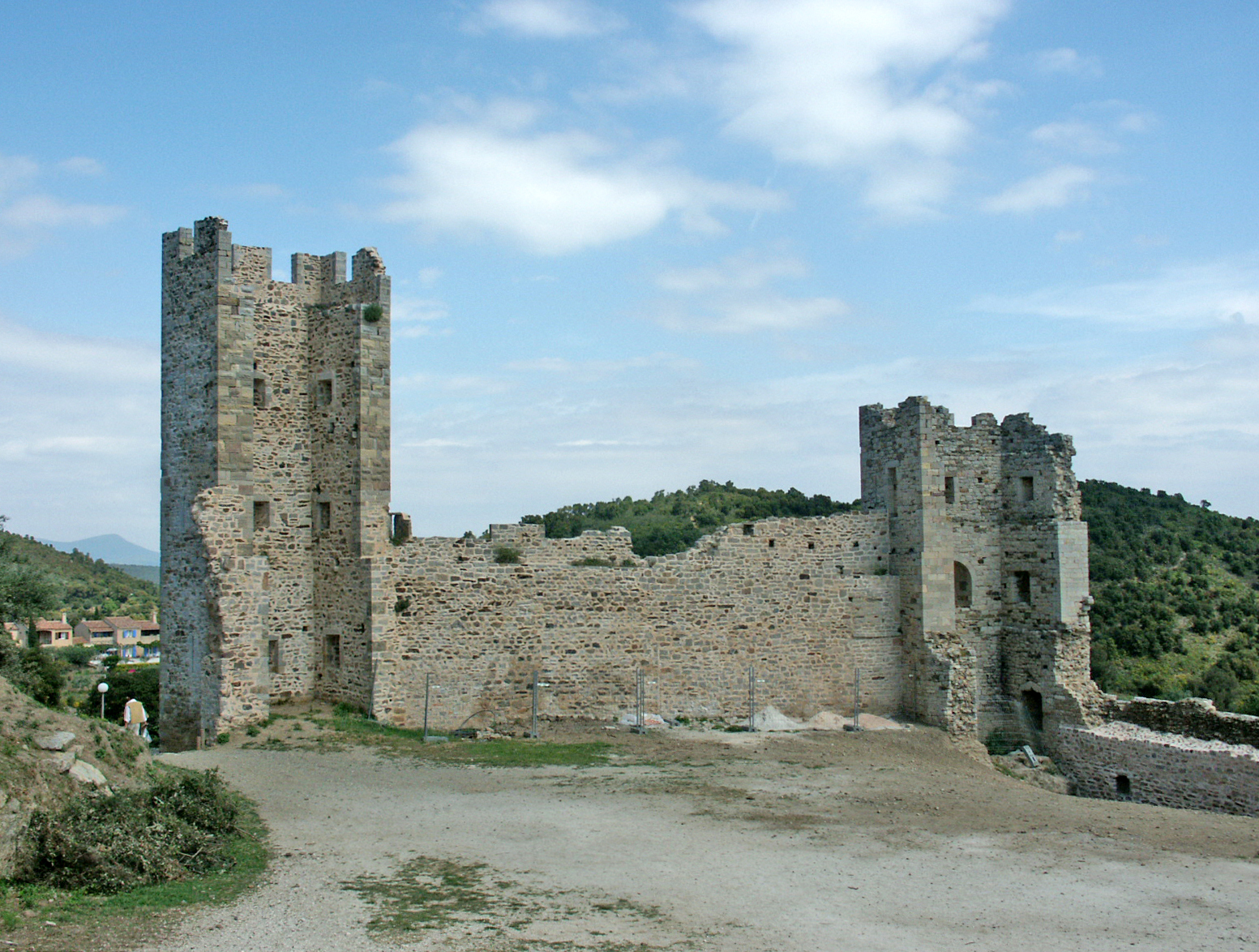
Courtine nord, les tours 2 et 3 en partant du château.
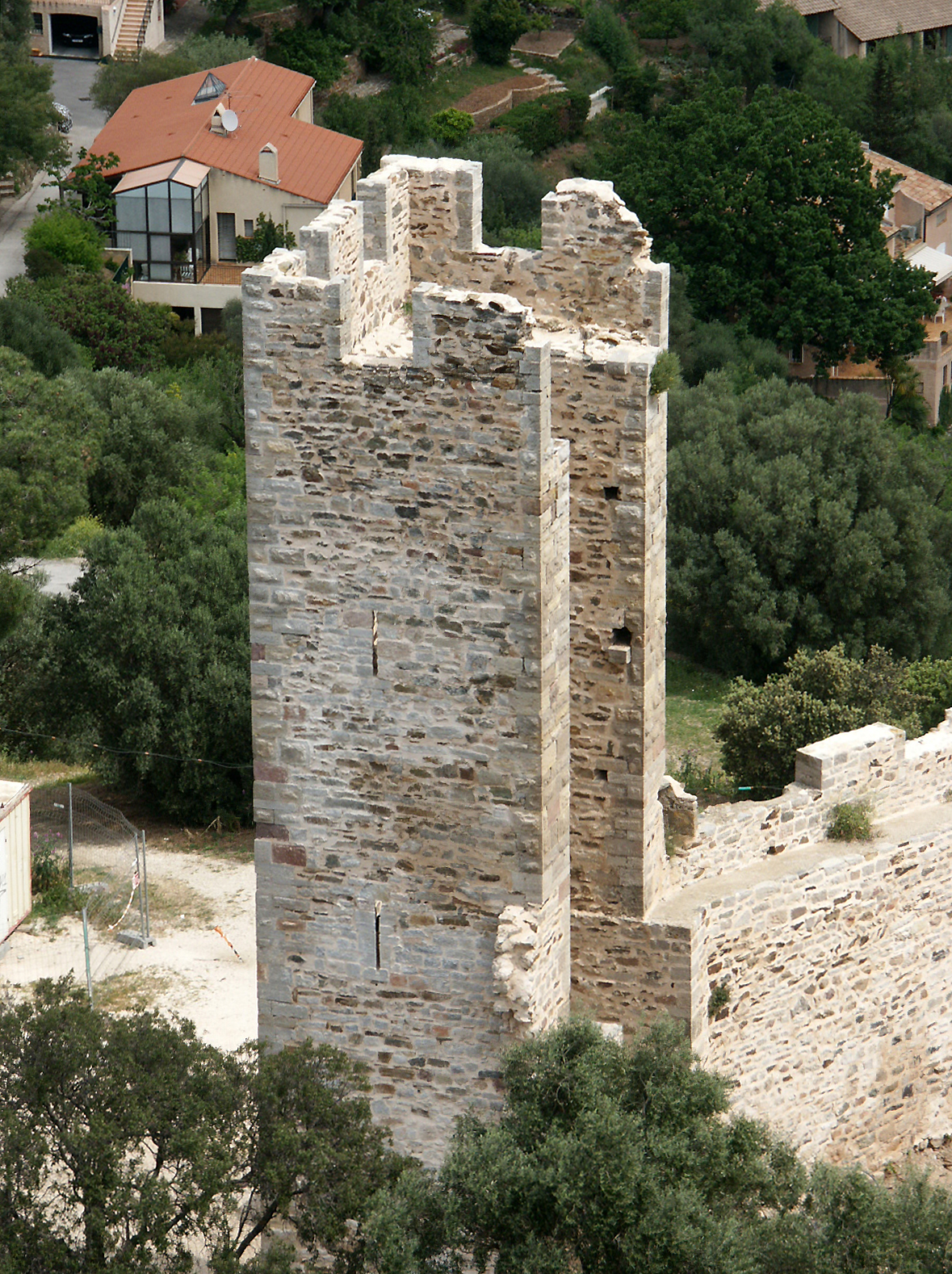
Courtine nord, la tour 2.
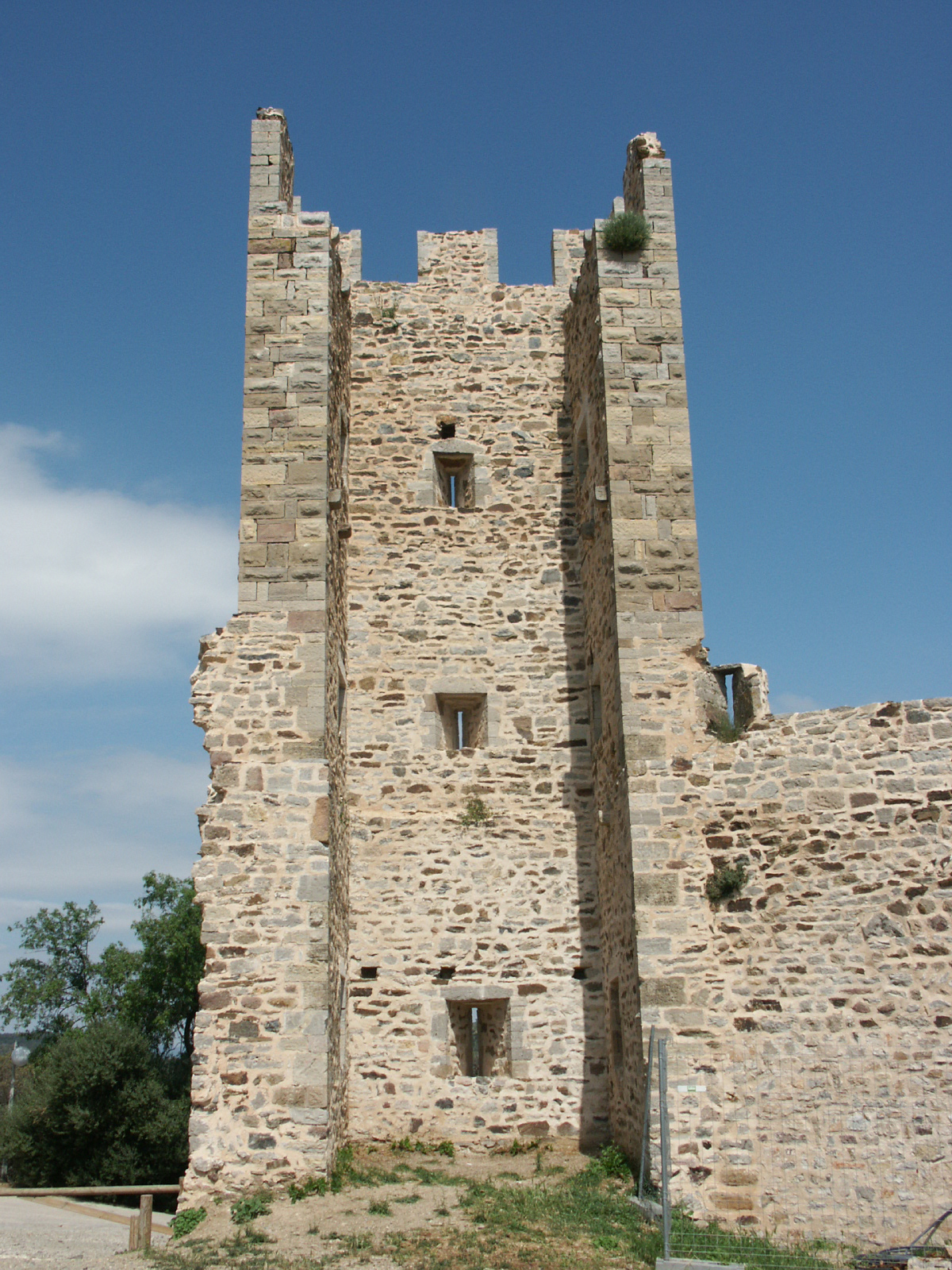
Courtine nord, la tour 2 vue intra-muros.
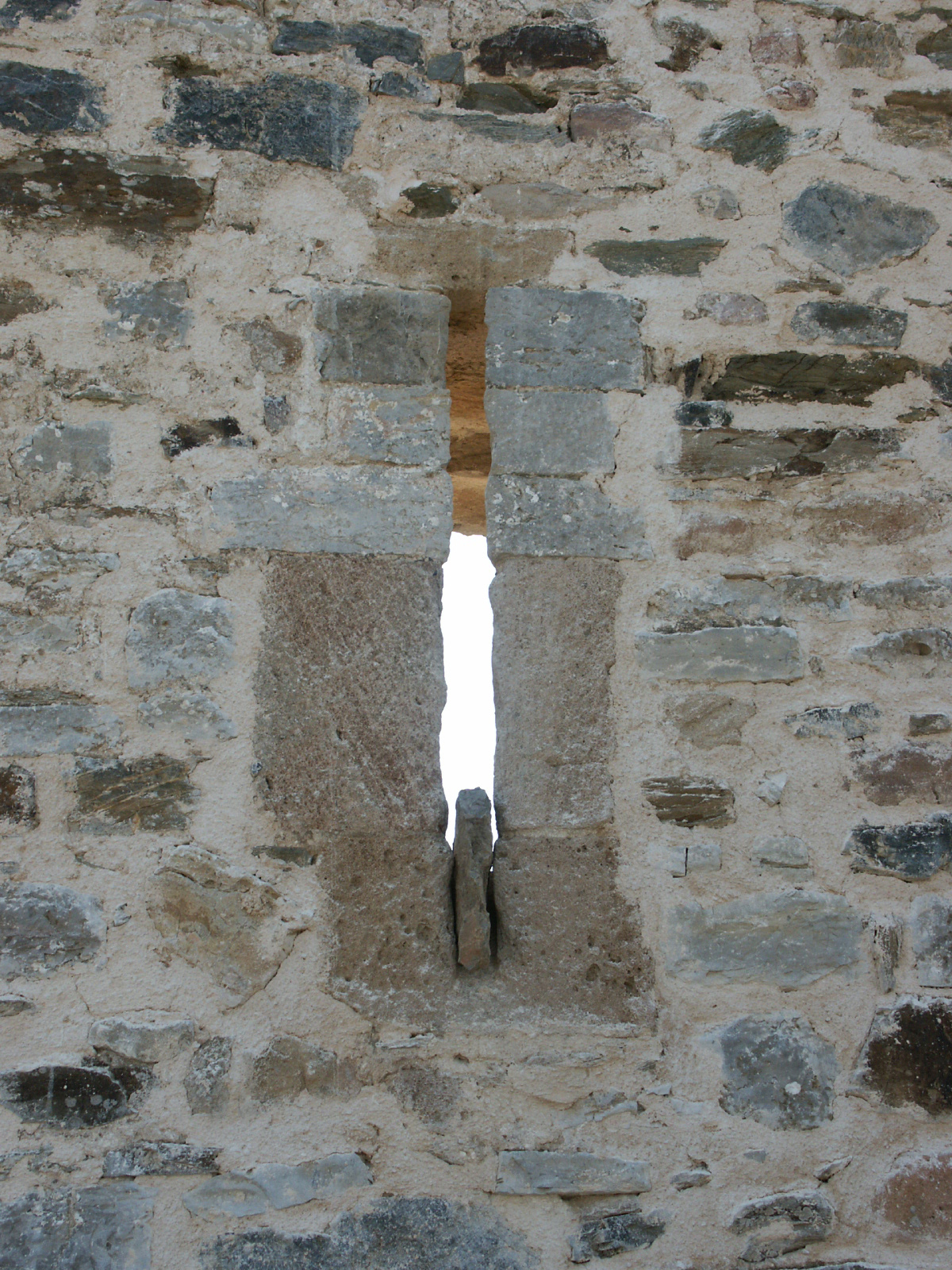
Courtine nord. Une archère de la tour 2.

### La tour des Templiers
Appelée également tour-chapelle Saint-Blaise, sa construction date de la fin du XIIe s. Elle constitue le seul vestige de la commanderie d'Hyères. Transformé au cours des XVIIe et XVIIIe s., l'édifice devint successivement halle puis hôtel de ville. Il a été restauré et conserve sa physionomie d'origine : une chapelle à nef unique au rez-de-chaussée, une vaste salle à l'étage et une terrasse fortifiée.

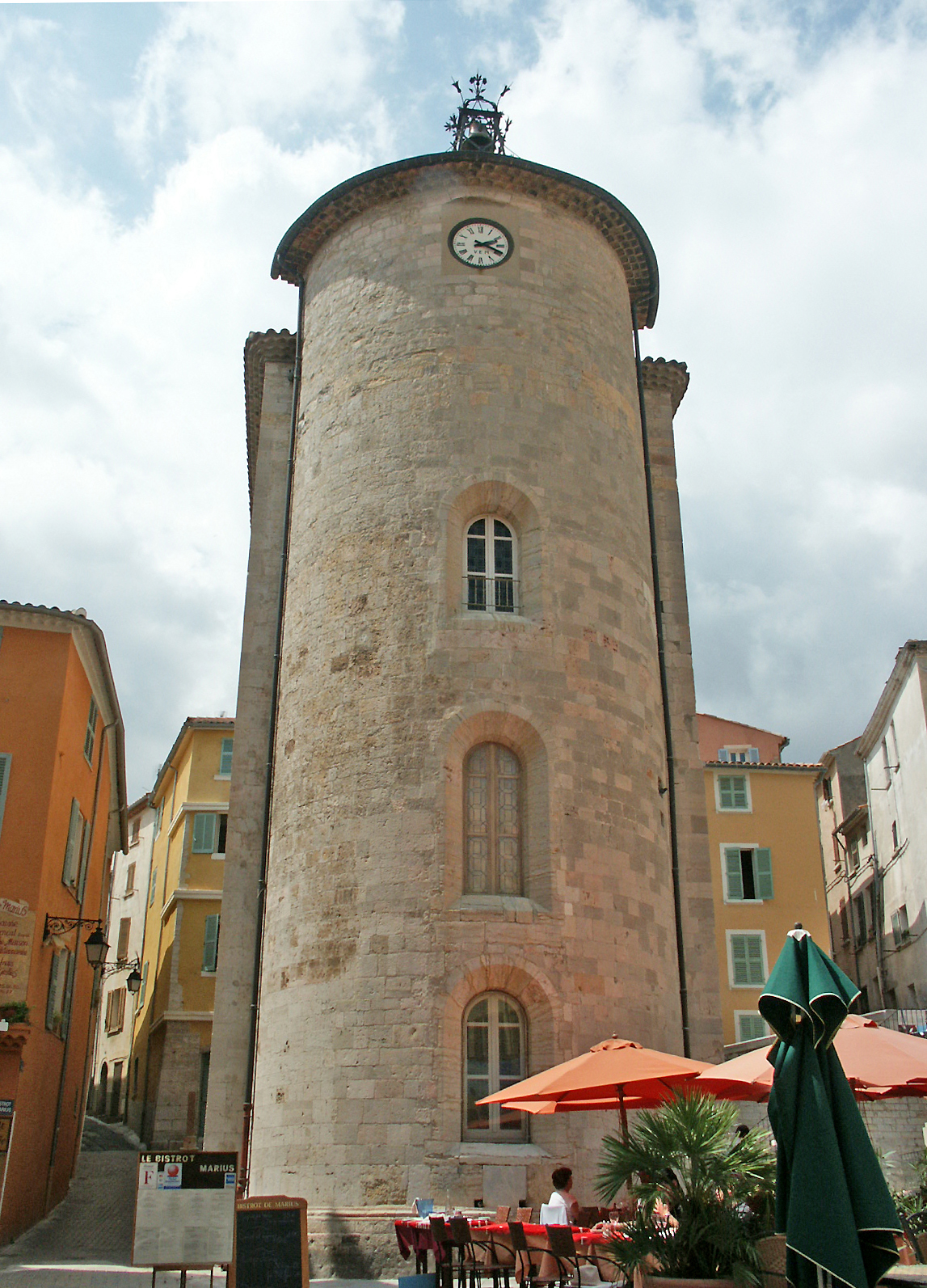
La tour Sainte-Blaise